# Benito Raman
Benito Raman, född 7 november 1994 i Gent, är en belgisk fotbollsspelare som spelar för Mechelen. Han representerar även det belgiska landslaget.

## Karriär
Den 15 juli 2021 värvades Raman av Anderlecht, där han skrev på ett treårskontrakt. Den 1 februari 2024 värvades Raman av turkiska Samsunspor.
Den 23 augusti 2024 värvades Raman av Mechelen, där han skrev på ett tvåårskontrakt.